# Langlütjen
Langlütjen (korábban Langlütjensand) két mesterséges szigetből (Langlütjen I és Langlütjen II) álló németországi szigetcsoport a Weser torkolatában. Mindkét földdarab Alsó-Szászország területén fekszik. Langlütjen szigeteit a brémai kikötőket védő erődök számára hozták létre a 19. század folyamán.

## Fekvése

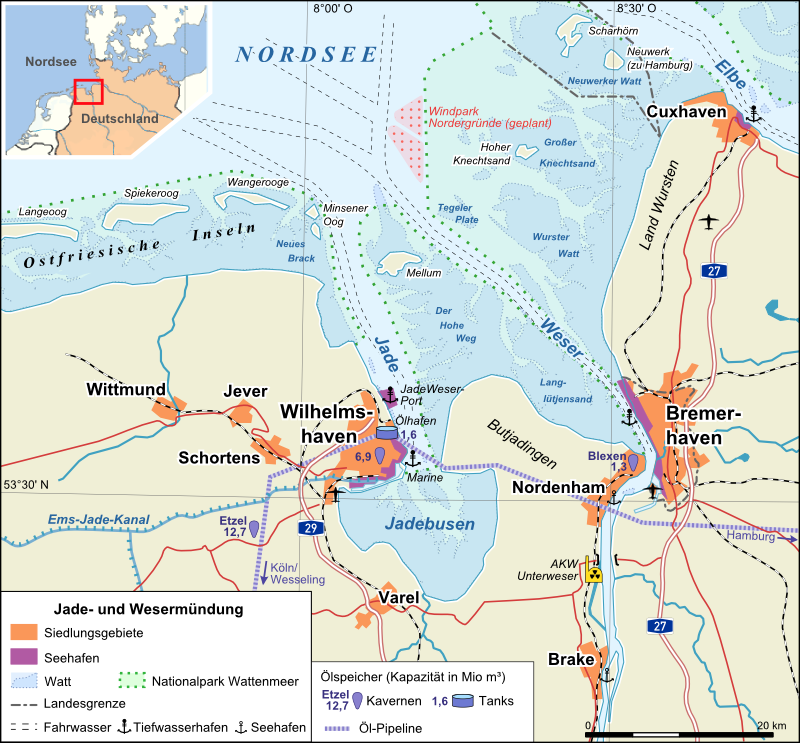
A Jade-Weser torkolat térképe

Langlütjen szigetei a Weser torkolatában, a folyam délnyugati oldalán elterülő árapálysíkságon fekszenek. A szigetek távolsága a Weser kiépített hajózóútjától kb. 1 kilométer. Az árapály jelenség miatt a szigeteket naponta kétszer víz veszi körül, de naponta kétszer száraz lábbal is megközelíthetőek. A Butjadingen-félszigetről töltés vezet a szárazföldtől 1600 méterre fekvő Langlütjen I-ig, amellyel átellenben terül el Bremerhaven városa. Langlütjen II Langlütjen I-től északnyugatra fekszik. Langlütjen I Az Alsó-Szászországi Watt-Tenger Nemzeti Park kevéssé védett zónájában terül el, míg Langlütjen II a legszigorúbban védett területek közé tartozik.

## Katonai jelentőségük
A 19. század második felében Németország felemelkedő állam volt. A nagyhatalmi szerepkörre törő ország külkereskedelmének egyik legfontosabb kapuja a Weser alsó folyása és a partjain működő brakei, oldenburgi és brémai kikötők voltak. A felemelkedő Németország ellenében Nagy-Britannia megerősítette helgolandi támaszpontját. Az erős brit haditengerészet támadásától tartva kezdtek a németek partmenti erődök építésébe az Északi-tenger partvidékén. Az erődöket a 17. században épült francia parti erődök mintájára hozták létre. A kor technikai szintje igen nagy nehézségek elé állította a Watt-tenger homokjára építeni akaró hadimérnököket. A homokpadnak nem pusztán a tenger ostromát és az erőd súlyát kellett elviselnie, de ellen kellett állnia az ellenséges tűznek is. Az árapály váltakozása miatt az építési terület egyszer száraz lábbal is járható volt, máskor pedig hajókról kellett az építőanyagot lerakni.
A második világháború után a két sziget teljesen elveszítette katonai jelentőségét. Tulajdonjoguk az NSZK-ra szállt. 2005-ben a német állam pályázatot hirdetett a szigetek megvásárlására. A szigetek gazdaságilag kizárólag ún. „szelíd turizmus” keretében hasznosíthatóak. Egy brémai üzletember meg is vásárolta Langlütjen II-t. A két apró földdarabon a szigorú német természetvédelmi előírások vannak érvényben. Ma már postai címe is van a szigeteknek: Wasserstraße, 5298, Aussenweser (magyarul: Víz utca 5298, Külső-Weser)

## Langlütjen I

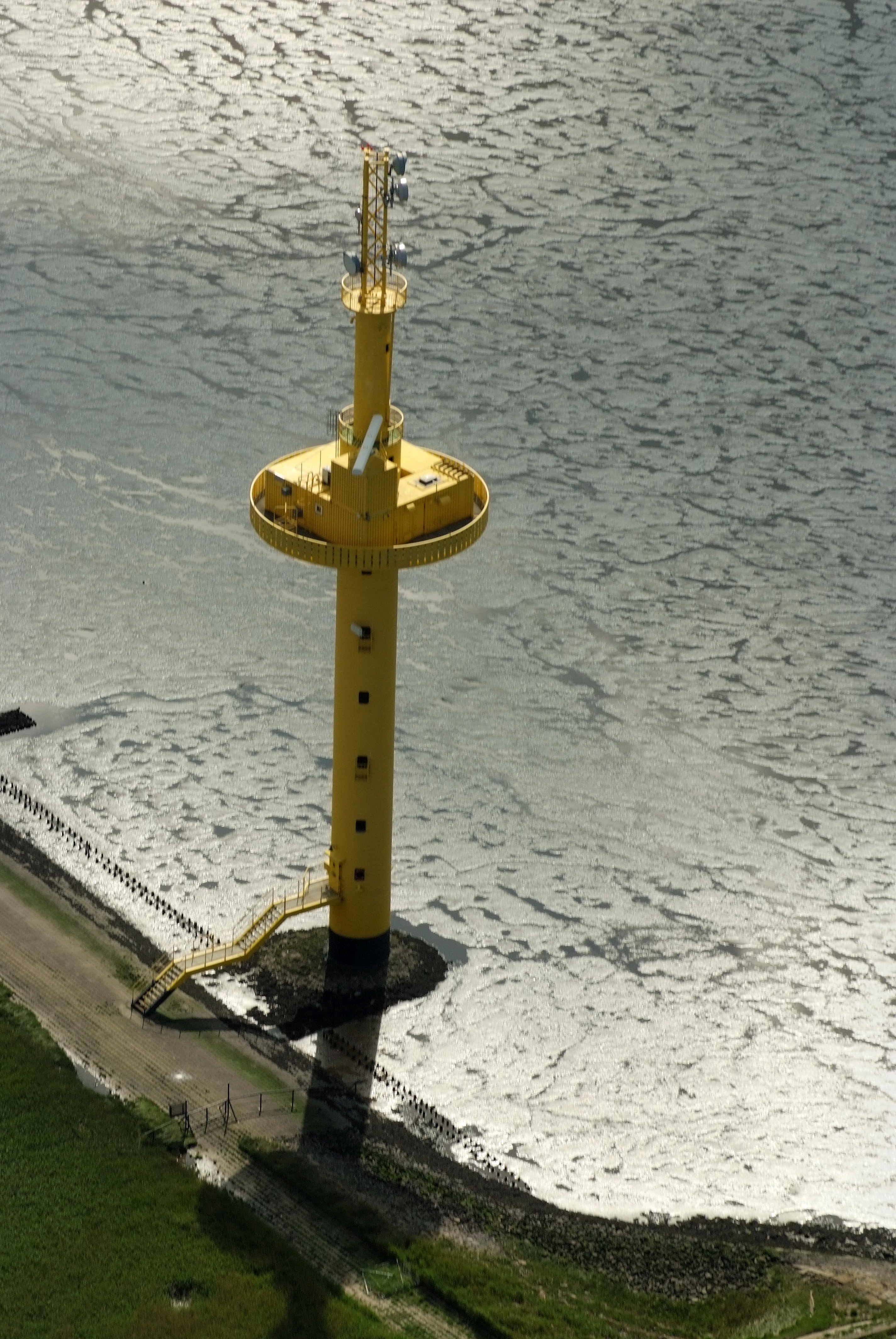
Langlütjen I radartornya

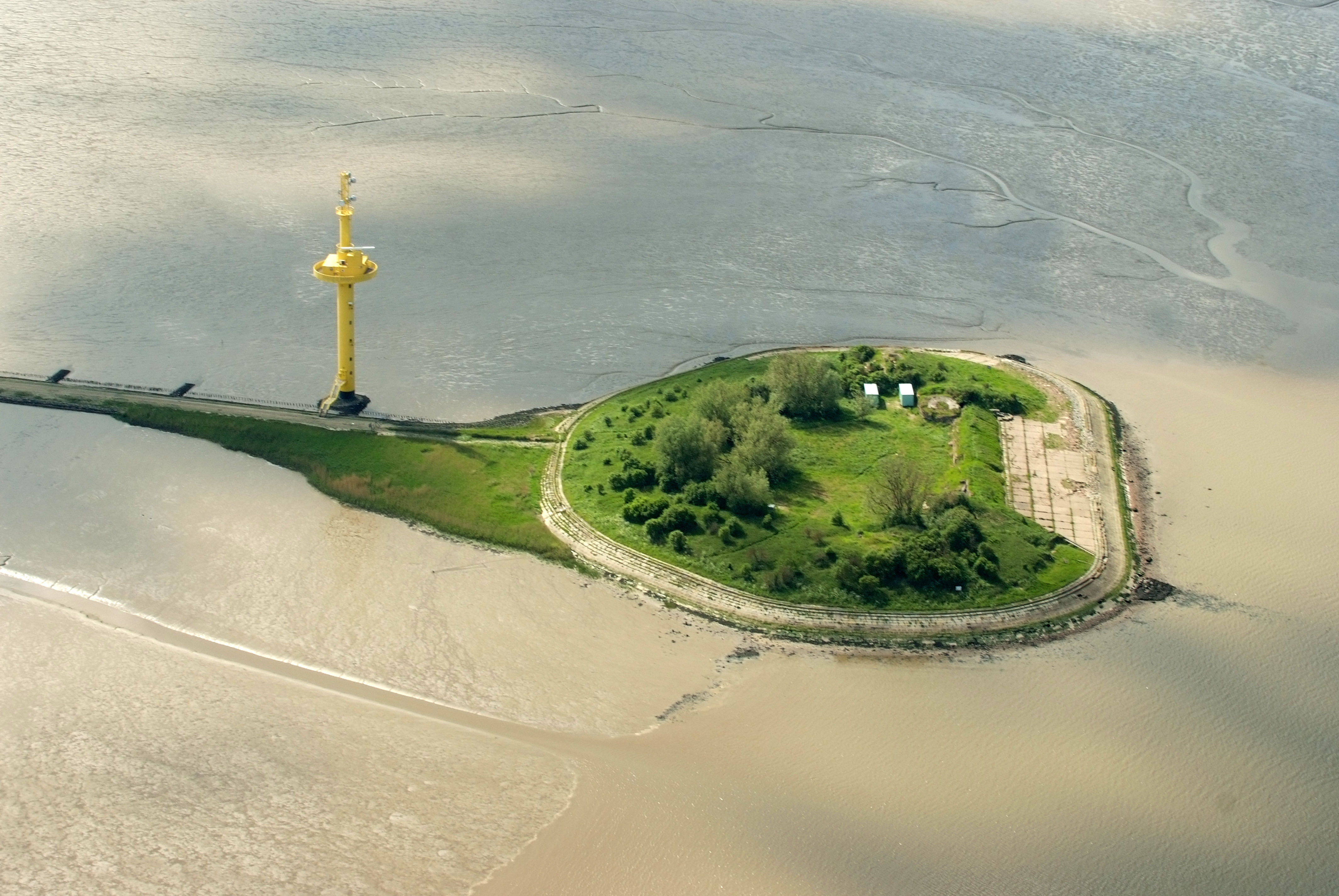
Langlütjen I (2012)

A Langjütjensand nevű watt-dűne legmagasabb pontján hozták létre 1869 és 1977 között Langlütjen I szigetet. A földsáncokkal körülvett földdarabon egy partvédő erődítményt alakítottak ki. Az építés költségeit előzetesen 300 000 birodalmi tallérra becsülték, a tényleges költség nem ismert. A sziget építésén egyszerre 300 ember dolgozott, az építőanyagot hajókkal szállították a helyszínre. 1870-ben megépült a mai napig is látható töltés, amelyen egy keskeny nyomtávú vonat közlekedett. Csendes időben az apály 5 órán át tette lehetővé az erődépítést, vihar idején a kihasználható idő két órára csökkent. A téli viharok veszélyes volta miatt az építkezés december és március között szünetelt. Az erőd környékén a földet 112 000 tölgyfagerendával erősítették meg. A homok mozgását 300 000 vesszőfonat és 2700m³ kőtörmelék lefektetésével akadályozták. Az erődöt kilenc darab 21 cm-es löveggel szerelték fel. Az erőd 1876. május 22-én a tűzpróba után állt szolgálatba. A lőtornyokat az első világháború végén az Antant-hatalmak leszereltették.

A második világháború idején a szigetet újból felfegyverezték, légvédelmi bázis lett. A háború után a győztes nyugati szövetségesek az erőd építményeit felrobbantották. Az 1970-es években partvédelmi okokból homokkal töltötték fel az épületek maradványait. Közvetlenül a sziget partjai mellé épült 1983-ban a bremerhaveni kikötő radartornya. 2006-ban Langlütjen I nyugati partjait erősen megrongálta egy vihardagály. 

### Élővilága

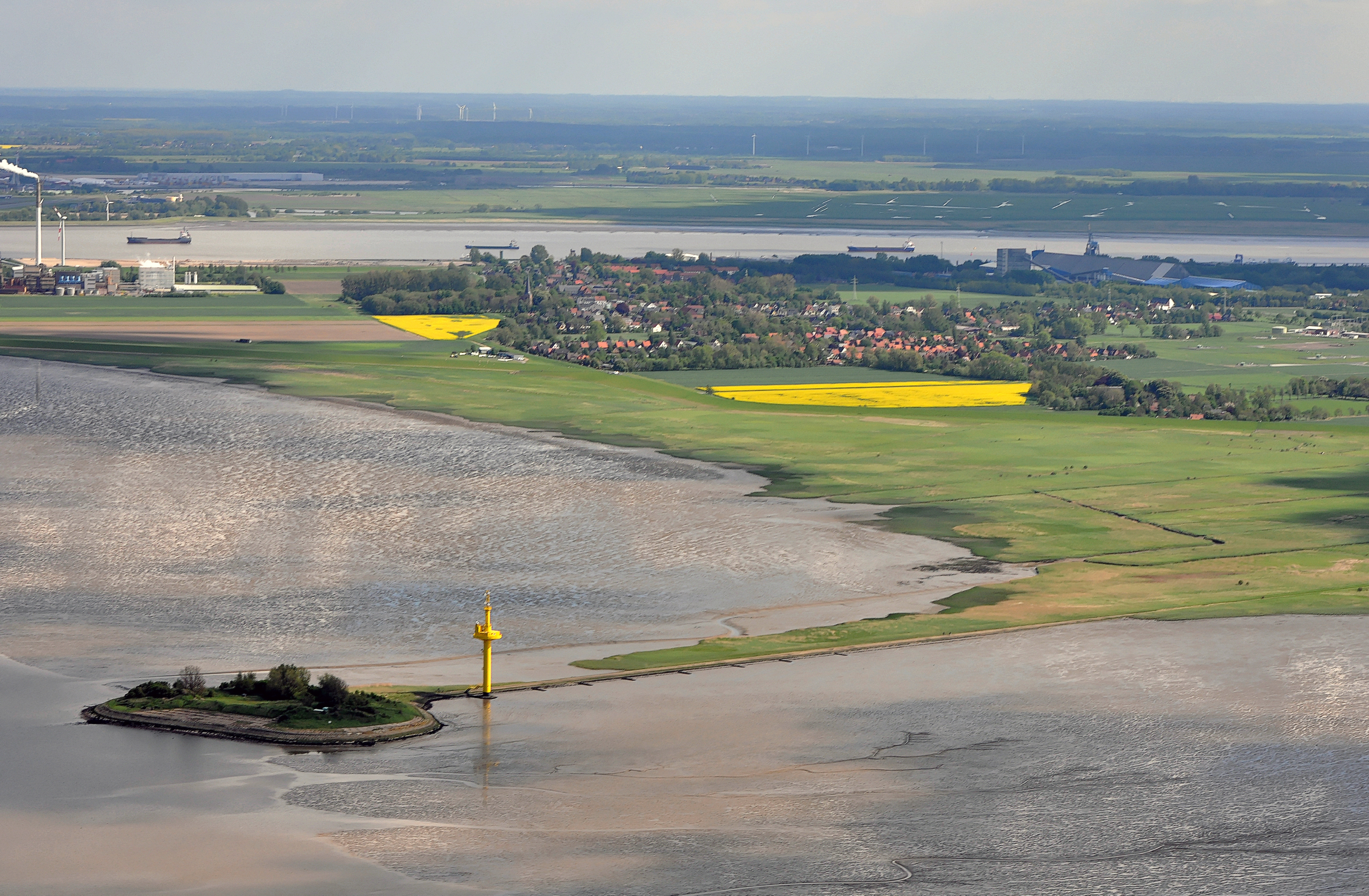
Langlütjen I

A sziget kőből készült partjain csak kis méretű növények megtelepedése lehetséges. A szigeten száraz részein uralkodó növény a csalán (Urtica dioica), a erdei turbolya (Anthriscus sylvestris), a fodros lórom (Rumex crispus) és a csomós ebír (Dactylis glomerata). Langlütjen I védett belsejében több magas bodzabokor (Sambucus nigra) és fehér fűz (Salix alba) található. A növények burjánzása a talaj magas tápanyagtartalmára vezethető vissza. A növényvilág a második világháború befejeződése óta zavartalanul fejlődik.
A wattokra jellemző sótűrő növények csak a sziget és a radartorony közötti homokos padon jelennek meg. A tengeri bagolyfű (Glaux maritima), az angol kanálfű (Cochlearia anglica), a sziki kígyófű (Triglochin maritimum) és a sziki őszirózsa (Aster tripolium) telepedett meg az apró homokpadon. A sziget igazi madárparadicsom: apró területén jelen van a bütykös ásólúd (Tadorna tadorna), a barna rétihéja (Circus aeruginosus), a hattyú (Cygnus cygnus), csigaforgató (Haematopus ostralegus), több faj a lilealakúak, a csérfélék és az óvilági poszátafélék közül.

## Langlütjen II

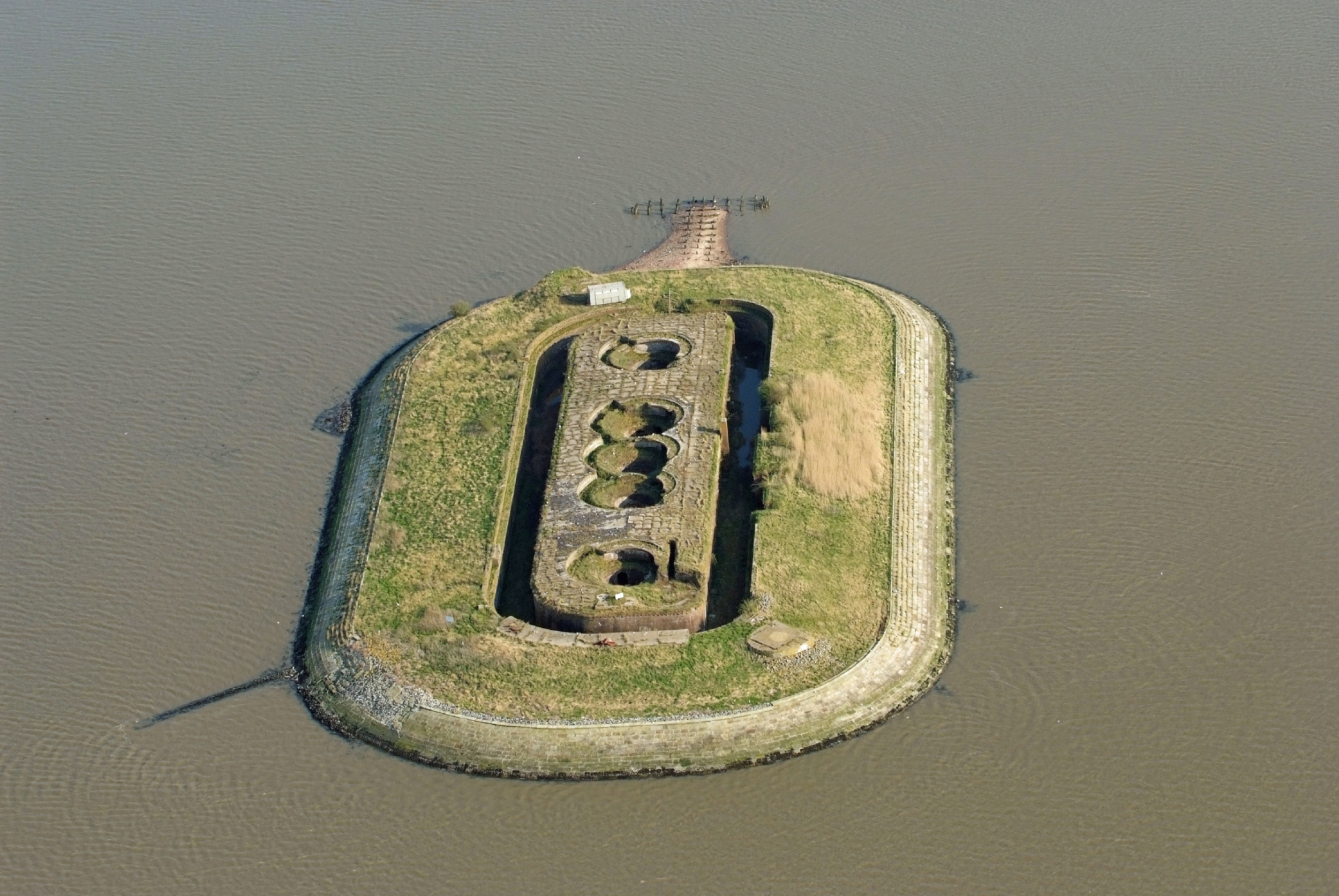
Langlütjen II erődje (2013)

Langlütjen II Langlütjen I sziget közvetlen közelében épült 1872 és 1876 között. A sziget területét homokkal töltötték fel. Langlütjen II-nek egyáltalán nincs összeköttetése a szárazfölddel, dagály idején csónakkal, apály idején gyalog közelíthető meg. A 200 méter hosszú, ovális alakú sziget legmagasabb pontja 10 méterrel magasodik az átlagos tengerszint fölé. Langlütjen II erődje lekerekített sarkú, föld alatti kazamatákból áll. A kazamaták tetejét megerősítették, falaik ellenállnak belövéseknek. A sziget közepén elhelyezkedő erődöt egy 8 méter mély árok védi. Az erőd 1880-ban nyílt meg, falai között 100 fős legénység szolgált, akiknek 4 hónapot kellett itt eltölteni. A szigeten 5 forgatható páncéltorony kapott helyet 28 cm-es ágyúkkal és 15 cm-es tarackokkal. Az első világháború idején csak kisebb csatározások zajlottak az erődnél, 1918 után a győztes hatalmak a fegyverzetet leszerelték. 1933 szeptembere és 1934 januárja között az SA az erődárkokban 100 politikai foglyot tartott fogva. A második világháború napjaiban a szigeten légvédelmi ágyúk és reflektorok szolgáltak. Langlütjen II a háború vége óta elhagyatott.
1996-ban Alsó-Szászország műemlékvédelmi hatósága történeti és építészeti jelentőségű épületnek ismerte a Langlütjen II-t.

## Érdekességek

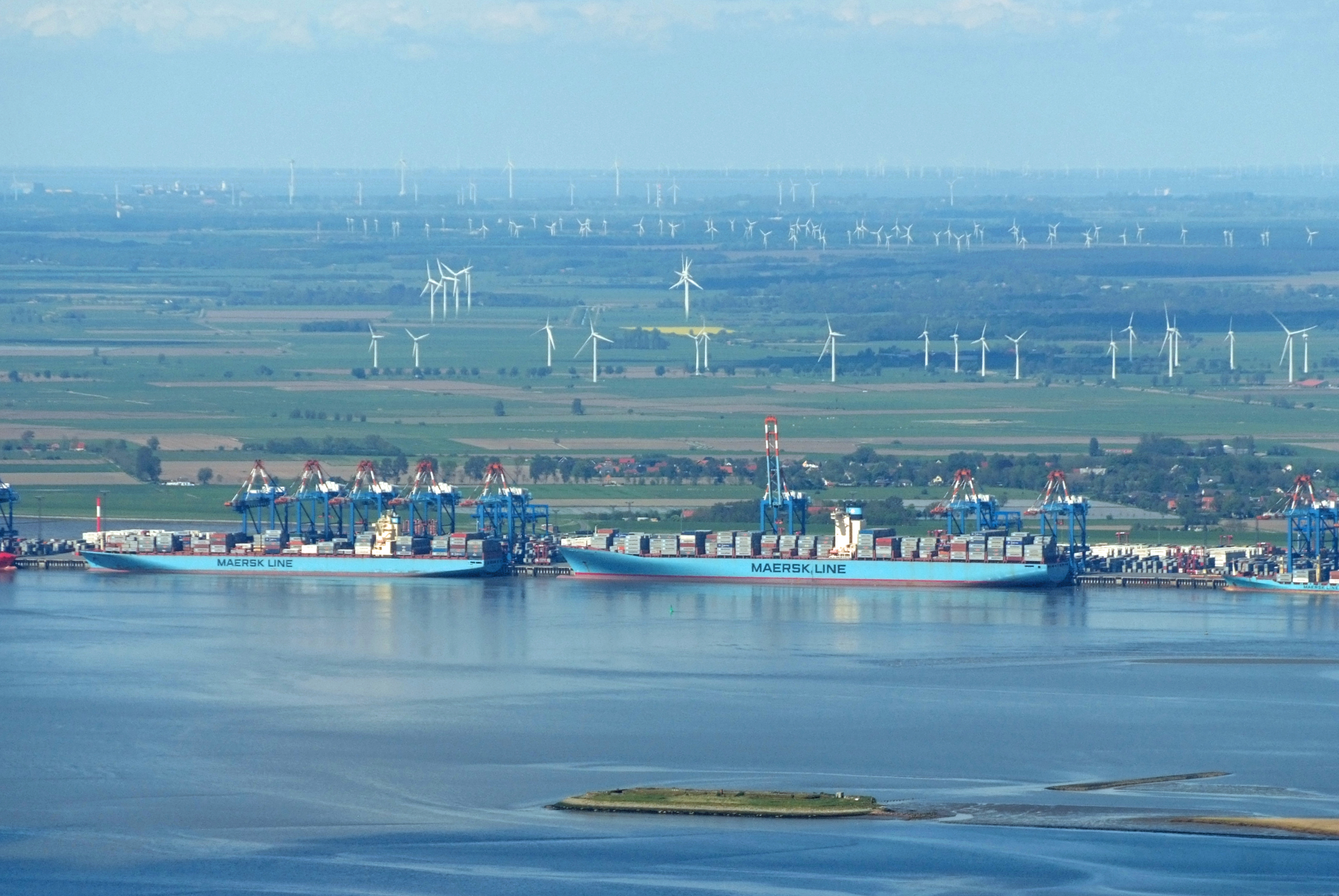
Langlütjen II és környéke

- Mindkét sziget rossz állapotban van. A létesítmények állapota 1970 óta többet romlott, mint az azt megelőző 100 évben összesen.
- Mindkét szigetre tilos a belépés. Langlütjen II pereméig látogatásokat szervez a nordenhami idegenforgalmi hivatal.
- Az erődök falain a második világháború idejéből megmaradt propagandaszövegek és jelszavak láthatóak.
- Langlütjen II-n 2006. május 19-én bemutatták Jens-Erwin Siemssen a szigeten játszódó színdarabját.

## Fordítás
- Ez a szócikk részben vagy egészben  a   Langlütjen című német Wikipédia-szócikk ezen változatának fordításán alapul.  Az eredeti cikk szerkesztőit annak laptörténete sorolja fel. Ez a jelzés csupán a megfogalmazás eredetét és a szerzői jogokat jelzi, nem szolgál a cikkben szereplő információk forrásmegjelöléseként.

## Külső hivatkozások
- Langlütjen Egyesület honlapja (németül)
- Relikte.com (németül)
- Fischtown.de (németül)
- Németország világítótornyai (németül)
- Langlütjen I a Google Maps műholdképén
- Langlütjen II a Google Maps műholdképén